# Moseka (prénom)
Pour les articles homonymes, voir Moseka.
Moseka, en lingala Móséka, est un nom personnel (prénom ou postnom) féminin, souvent donné à la première née de jumelles. Il signifie aussi « jeune fille » ou « femme pure », qui pourrait se traduire aussi par « Princesse ».
Ce mot proviendrait de l’ebudza où il signifie « fille ».
Moseka n'est pas à l'origine un prénom mais un titre par lequel on nomme toute fille pour désigner son appartenance familiale.  Par exemple, Moseka Akongo veut dire la fille de la lignée des Akongo.